# Classe Virginia (incrociatore)
La classe Virginia era una classe di incrociatori lanciamissili in servizio con la United States Navy da metà anni settanta a metà anni novanta.
Costituita da una serie di 4 unità, dal lungo e confuso iter progettuale, ma considerate subito giustamente incrociatori missilistici a propulsione nucleare, CGN, secondo la denominazione della US Navy. Originariamente avrebbero dovuto essere una versione nucleare dei cacciatorpediniere classe Spruance, ma finirono per diventare una versione migliorata dei classe California, nel frattempo decurtati di 3 unità sulle 5 previste. La loro struttura, nel progetto messo in essere, era simile a quella della classe California, ma i Virginia erano navi rimaneggiate nelle dotazioni e nell'armamento.
Originariamente, la USS Virginia (CGN-38) era addirittura la terza unità della classe California, ma il progetto venne rifatto con la disponibilità dei nuovi lanciatori Mk 26, un sistema che rivoluzionò le dotazioni di bordo delle navi antiaeree statunitensi.

## Costruzione
Dotate di larghe e basse sovrastrutture sistemate al centro nave, con un ottimo campo di tiro per i missili e le artiglierie, e uno scafo a ponte continuo, i Virginia avevano 2 torrioni con i radar principali, e un grande blocco anteriore con la plancia di comando.
Data la soppressione dell'ASROC, è stato possibile sistemare in uno scafo di ragionevoli dimensioni anche una rimessa per elicotteri, con elevatore a poppa per l'hangar sottocoperta. Anche così, con l'aggiunta dell'hangar, lo scafo è più corto di 3,35 m rispetto ai classe California, mentre la larghezza è sensibilmente aumentata.
I motori erano simili a quelli dei California, ma con una potenza portata a 70.000 CV per 31 nodi di velocità, nonostante lo scafo più corto, era meno idrodinamico e leggermente più pesante.

## Armamento e elettronica

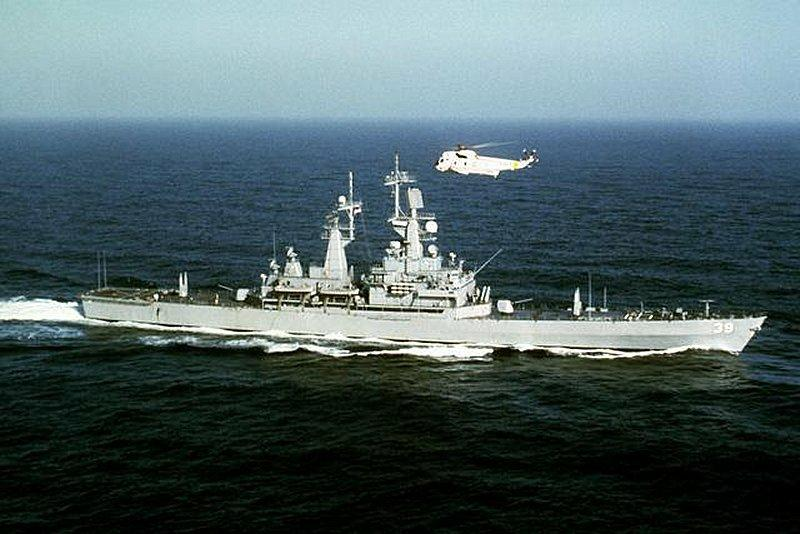
Il Texas. Notare che il profilo della nave, sulle sue compatte sovrastrutture, mostra i radar di tiro lanciamissili solo a poppa, mentre le rampe di lancio sono anche a prua. Lì si vedono, oltre alla rampa Mk 26, anche il cannone e i lanciamissili Harpoon

In generale le navi di questa classe erano simili a quelle precedenti, ma esistevano delle differenze notevoli, che i lanciamissili antiaerei. Questi erano adesso i Mk 26 binati, dal disegno moderno ed aggressivo, quasi futurista, con le rampe dotate di 2 bracci dalle sembianze di lunghe lame, servite dal deposito sottostante da 36 armi. Esso può maneggiare missili di vario genere, non solo Standard SM-1, ma anche SM-2, Harpoon e ASROC. Questo fatto ha eliminato il lanciatore dedicato a questo tipo di arma ASW (Anti-Submarine Warfare). La meccanica è indubbiamente evoluta, tanto da superare anche quanto possibile al leggero modello Mk 13. La cadenza di tiro è molto alta: ben 12 missili al minuto, fermo restando l'affidabilità del sistema. La velocità di brandeggio, ben 90 gradi al secondo, e l'elevazione, 50 al secondo, sono almeno altrettanto sorprendenti. Il peso a vuoto nel mod. 1, usato per i classe Virginia, è di ben 95 tonnellate. 26 Standard e 10 ASROC erano presenti in ogni lanciatore come carico normale.
Per il resto, erano presenti i cannoni Mk 45 e i lanciasiluri Mk 324 per 14 armi complessive, come sui classe California (con 16 siluri), ma ben presto se non subito, si sono resi disponibili i missili RGM-84 Harpoon, BGM-109 Tomahawk (8 armi per tipo) e i CIWS Phalanx, che ancora a metà anni ottanta non erano stati installati.
L'aspetto sconcertante dei classe Virginia dal punto di vista dell'armamento era la direzione tiro, con 2 soli radar (a poppa) tipo SPG-51. Sarebbero state navi quasi perfette, ma imbarcare 2 rampe per 24 missili al minuto come massimo, quando non era possibile seguire più di 2-4 bersagli aerei per volta rappresentava una drastica limitazione al potenziale bellico: i precedenti classe California con 12 missili al minuto disponevano 4 radar. Ad aggravare questi aspetto la presenza, verso prua, di un considerevole angolo cieco per i radar guidamissili, pur essendovi una rampa Mk 26.
Per il resto l'elettronica era simile a quella dei classe California, con radar a lungo raggio tridimensionali SPS-48, bidimensionali SPS-40, radar minori per la scoperta in superficie e navigazione etc. I sistemi tattici Mk 86 ed NTDS erano pure presenti, mentre nel campo dei sonar vi era il nuovo SQS-53 a prua, ma un brutto colpo al programma Virginia venne dato dal fatto che, causa il rumore irradiato dall'apparato propulsivo, il sistema trainato SQR-19 originariamente programmato venne abolito per via di un rendimento insufficiente.

### Servizio
Queste navi, dalla fine degli anni settanta hanno ricoperto il ruolo di unità combattenti di prima linea, soprattutto come scorte per portaerei nucleari, raggiungendo un buon livello di successo complessivo.
Tuttavia, dopo appena una quindicina d'anni sono state radiate quando, all'inizio degli anni novanta, la flotta statunitense ha cominciato a contrarsi. Persino i precedenti classe California sono rimasti in servizio più a lungo. 

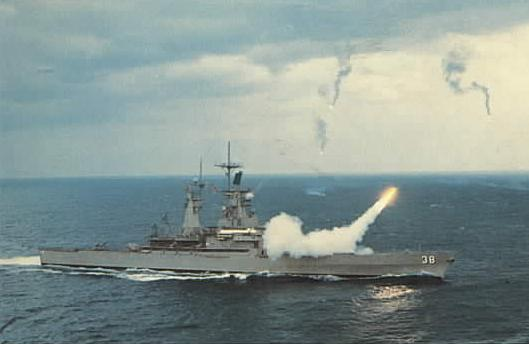
Il Virginia mentre spara un missile Standard: Il bersaglio non poteva essere esattamente a prua

I classe Virginia, che pure ad un certo punto della loro carriera sembravano candidati a ricevere anche il sistema di combattimento Aegis, erano solo 4 vascelli, ancora troppo pochi per le reali esigenze della marina statunitense, e la disponibilità di uno scafo più corto dei classe California, e soprattutto 2 soli radar SPG-51, li hanno fatti considerare come navi non del tutto riuscite, né facilmente ammodernabili.
Se infatti un ipotetico avversario si fosse avvicinato verso poppa o i fianchi della nave, sarebbe stato sottoposto al fuoco micidiale dei lanciamissili Mk 26, ma se si fosse presentato sul quarto di prua avrebbe dovuto essere ingaggiato con il solo Mk 45 di prua, e in seguito uno dei CIWS Phalanx.
Le problematiche relative ai sonar rimorchiati rappresentavano un'altra pecca di queste unità. A velocità di oltre 10-15 nodi, le prestazioni dei sonar a scafo si degradano così tanto che è difficile localizzare qualche sottomarino, e in missioni di scorta alle portaerei la velocità raramente scende sotto i 18-21. Questo lasciava ai classe Virginia l'apporto dell'unico elicottero di bordo come unico mezzo pratico per scoprire un sottomarino in maniera autonoma. Rispetto ai 2 elicotteri e al sonar VDS degli classe Spruance, non vi è dubbio come i classe Virginia deludessero nell'impiego antisommergibile.
Dopo di loro finì anche la saga delle navi di superficie nucleari americane, con la cancellazione della classe Virginia migliorata e la standardizzazione sulle unità classe Ticonderoga (AEGIS) con turbine a gas. Evidentemente, la propulsione nucleare finisce per essere poco vantaggiosa se non applicata a sottomarini o a grandi portaerei.